# Argia variabilis
Argia variabilis – gatunek ważki z rodziny łątkowatych (Coenagrionidae). Występuje od Meksyku przez Amerykę Centralną po Kolumbię.